# Sergey Vodopyanov
Pour les articles homonymes, voir Vodopianov.
Sergey Vodopyanov (en russe : Сергей Владимирович Водопьянов, Sergueï Vladimirovitch Vodopianov) est un boxeur russe né le 20 septembre 1987 à Taldykourgan (Kazakhstan).

## Carrière
Sa carrière amateur est principalement marquée par un titre de champion du monde à Chicago en 2007 dans la catégorie poids coqs et par une médaille d'argent à Milan en 2009 en poids plumes.

### Jeux olympiques
- Qualifié pour les Jeux de 2012 à Londres, Angleterre
- Participation aux Jeux de 2008 à Pékin, Chine

### Championnats du monde de boxe amateur
- Médaille d'argent en -57 kg en 2009 à Milan, Italie
- Médaille d'or en -54 kg en 2007 à Chicago, États-Unis

### Coupe du monde de boxe amateur
- Médaille de bronze en -54 kg en 2008 à Moscou,  Russie